# Morten Harket
Morten Harket (Kongsberg, 1959. szeptember 14. –) norvég énekes, zenész, az A-ha együttes énekese és frontembere. Együttesével Harket tíz stúdióalbumot adott ki összesen több mint 80 millió eladott darabszámmal, és olyan slágerek köthetőek a nevéhez, mint a Take On Me, a Hunting High and Low vagy a Living Daylights. Az együttes 1994 és 1998, valamint 2010 és 2015 közötti átmeneti feloszlásai során Harket szólóénekesként is aktív maradt, hat szólóalbumot jelentetett meg.

## Pályafutása
1959. szeptember 14-én született a norvégiai Kongsberg községben, és Askerben nőtt fel. Reidar és Henny Harket, egy orvos és egy közgazdaságtan-tanárnő fia, négy testvére van: Gunvald, Håkon, Ingunn és Kjetil. Már négyévesen zongorázni tanult, amiben édesapja is hatással volt rá.
Karrierje kezdetén, 1982-ig egy Souldier Blue nevű bluesegyüttesben énekelt. 1982-ben összeállt két másik zenésszel, Magne Furuholmen billentyűssel és Pål Waaktaar gitárossal, és megalapították az A-ha nevű szintipop-együttest, melynek első kislemeze, a Take On Me világsiker lett, és amely a világ zenei élvonalába emelte a triót.
Harket a hangterjedelméről is ismert, számos forrás öt oktávra becsüli azt, Sylvia Patterson (New Musical Express) szerint pedig övé a legnagyszerűbb falzett, amit a popzenében valaha hallhattunk.

## Magánélete
Harketnek öt gyermeke van, az első három Camilla Malmqvist Harkettől, aki 1989 és 1998 között volt a felesége.
2025 nyarán jelentette be, hogy Parkinson-kórban szenved.

## Diszkográfia

### Szólóalbumok
- Poetenes Evangelium (1993)
- Wild Seed (1995)
- Vogts Villa (1996)
- Letter from Egypt (2008)[14]
- Out of My Hands (2012)
- Brother (2014)

## Fordítás
- Ez a szócikk részben vagy egészben  a   Morten Harket című angol Wikipédia-szócikk ezen változatának fordításán alapul.  Az eredeti cikk szerkesztőit annak laptörténete sorolja fel. Ez a jelzés csupán a megfogalmazás eredetét és a szerzői jogokat jelzi, nem szolgál a cikkben szereplő információk forrásmegjelöléseként.